# Književnost u 1898.
◄◄ | ◄ | 1895. | 1896. | 1897. | 1898.  | 1899. | 1900. | 1901. | ► | ►►
Arhitektura • Astronomija • Biologija • Film • Fotografija • Glazba • Kazalište • Kemija • Kiparstvo • Knjige • Književnost • Kršćanstvo • Meteorologija • Medicina • Planinarstvo • Politika • Pravo • Promet • Slikarstvo • Strip • Šport • Znanost • Zrakoplovstvo • Željeznički promet
Književnost u 1898.

## Svijet

### Književna djela
- Rat svjetova Herberta Georgea Wellsa

### Rođenja
- 10. veljače – Bertolt Brecht, njemački književnik († 1956.)
- 22. lipnja – Erich Maria Remarque, njemački književnik († 1970.)

## Hrvatska i u Hrvata

### Rođenja
- 18. studenog – Antun Branko Šimić, hrvatski pjesnik, esejist, kritičar i prevoditelj († 1925.)

## Vanjske poveznice
|  | Zajednički poslužitelj ima još gradiva o temi Književnost u 1898. |